# Francisco Ximénez de Urrea
Francisco Ximénez de Urrea (Épila, Zaragoza; 28 de enero de 1589-Zaragoza, 6 de enero de 1647) fue un escritor e historiador español que llegó a obtener el cargo de Cronista mayor del Reino de Aragón.

## Nacimiento y formación
Nació en Épila el 28 de enero de 1589. Fue el último de los quince hijos nacidos del matrimonio formado por Lope Ximénez de Urrea, del linaje de los Jiménez de Urrea, y Catalina González de Munébrega. Su formación se desarrolló entre Calatayud, lugar en el que estudió gramática y filosofía, y Salamanca, donde estudió leyes y cánones.

## Cronista del reino
El 8 de febrero de 1631, por acuerdo de la Diputación del Reino de Aragón, tras el fallecimiento del cronista Bartolomé Leonardo de Argensola, fue nombrado Cronista del Reino, cargo que ocupó hasta su fallecimiento, acaecido el 6 de enero de 1647. Desde 1646 compartió con su gran amigo Juan Francisco Andrés de Uztarroz el título de cronista, cuyo nombramiento fue impulsado por el propio Don. Francisco.
En el acto de investidura en el cargo de cronista se expresaban las obligaciones a desarrollar, junto a las retribuciones y privilegios inherentes al cargo.

Es condición que el dicho Don Francisco Ximénez de Urrea, Cronista, tenga la obligación, conforme al acto de Corte, hecho en la Villa de Monzón en el año 1547... de recopilar todas las cosas notables de Aragón, así pasadas, y que no estuviesen escritas en Historias de Aragón... nombrando al dicho Don Francisco Ximénez de Urrea Cronista... durante todos los días de su vida natural, con doscientas libras jaquesas de salario de cada año, y con todos los demás honores, preeminencias y prerrogativas a dicho oficio de Cronista tocantes.

Entr los antecesores al cargo de Cronista del reino está Jerónimo Zurita (1548-1580), siendo el primero en ser nominado con este cargo tras la aprobación del mismo en las Cortes de Monzón de 1547 y el más prestigiado y reconocido de entre todos los Cronistas, al que sucedieron Jerónimo de Blancas (1580-1590), Juan Costa (1592-1597), Jerónimo Martel (1597-1608), Lupercio Leonardo de Argensola (1608-1613), Bartolomé Llorente (1613-1614) y Bartolomé Leonardo de Argensola (1614-1631). Para, finalmente, en 1631, ser nombrado Ximénez de Urrea.

## Actividad editorial
La actividad editorial fue escasa; un discurso sobre monedas se imprimió incluido en el Museo de las medallas desconocidas españolas, obra publicada por Vicencio Juan de Lastanosa en Huesca, en el año 1645. La continuación de los Anales de Aragón, de Argensola, desde 1521 a 1525, fue entregada a los diputados del Reino, pero no se procedió a su impresión; hoy esa obra permanece inédita; la mayor parte de los contenidos se centraban en la historia de las germanías valencianas y de las comunidades de Castilla. No parece siquiera que fuese conocida de sus sucesores en el cargo, pues la tarea empezó de nuevo desde el punto en que Argensola dejó los Anales, sin que se haga mención del trabajo de Urrea.
En 1903 este manuscrito estaba en posesión de Cipriano Muñoz y Manzano, Conde de la Viñaza.

## Importancia de su librería y colecciones
La librería de Don Francisco fue la más destacada en Aragón durante el siglo XVII. Según palabras de su buen amigo Vicencio Juan de Lastanosa podría considerarse la mayor que había habido en Aragón, constituida por más de 8.000 publicaciones y numerosos manuscritos, además de diversos instrumentos matemáticos, inscripciones y monedas púnicas, griegas, romanas y de diversas procedencias, en un número superior a las 6.000 unidades, que fueron custodiadas en el castillo de Berbedel, propio de su sobrino. Estos museos de antigüedades o «cámaras de las maravillas» mezclaban libros y objetos artísticos, arqueológicos o simplemente curiosos.

### Obras a destacar del fondo
- De Jerónimo Jiménez de Urrea; 
  - Don Clarisel de las flores (Libro de caballerías y aventuras)
  - La famosa villa de Épila (obra que resaltaba las grandezas de la villa que lo vio nacer)

- De Juan Francisco Cristóbal Fernández de Hijar y Heredia, Duque de Hijar y Conde de Belchite, fallecido en 1613, siendo Diputado del Reino de Aragón. Titulada;
  - Catálogo de los Santos de España.

## Pertenecía a una élite
Durante el Siglo de Oro en Aragón existió un destacado grupo de coleccionistas de objetos arqueológicos. Donde además de Francisco Ximénez de Urrea destacaron Vicencio Juan de Lastanosa, Andrés de Uztarroz, el Conde de Guimerá, Bartolomé de Morlanes y Juan José de Sada, todos ellos pueden ser considerados representantes del denominado «Humanismo Erudito». Siendo consciente de la importancia y transcendencia de su biblioteca y de su colección de monedas, en su testamento, otorgado el 23 de diciembre de 1646 poco antes de su fallecimiento, disponía:

### Testamento
atendiendo que los escritorios de las monedas antiguas y extraordinarias, romanas y de otra procedencia son de tanta estimación que no se hallará comprador para ellas. Por tanto quiero y mando se lleven a la casa y lugar de Berbedel los siete escritorios que tengo de medallas, para que el Señor de Berbedel que es y será las estime y guarde por joya de inestimable valor que es sin duda, que en el reino de Aragón no hay otra cosa de tanta estimación de este género... y por cuanto entre mis libros hay algunos extraordinarios, curiosos y manuscritos, quiero que los más de ellos... se lleven al dicho lugar de Berbedel, para que estén allí recogidos y guardados

### Ejecutores del Testamento
Nombró ejecutores de su testamento a Antonio Ximénez de Urrea, Conde de Aranda, al padre Agustín de San Nicolás, a sus hermanos Isabel y Ximénez Ximénez de Urrea y al Señor de Berbedel. Desgraciadamente la voluntad de Don Francisco no fue cumplida y se produjo la posterior dispersión de la colección de monedas y de los fondos bibliográficos que construyeron su impresionante y muy estimada biblioteca. Juan Francisco Andrés de Uztarroz ya dio noticia de la fragmentación y venta de la librería de Don Francisco.

## Curiosidades
En 1639 corrió el rumor de que Ximénez de Urrea se iba a desplazar a las Indias, acompañando a su amigo Juan de Palafox y Mendoza, obispo de la Puebla de Los Ángeles, sin embargo nuestro cronista no realizó su viaje a América y permaneció en Zaragoza, desempeñando su cargo.
En las Cortes de Aragón celebradas en Zaragoza en los años 1645 y 1646, fue uno de los encargados, por el brazo de nobles, de examinar la exactitud de los poderes otorgados, además de adaptar los fueros de Aragón. Finalizadas las Cortes y poco tiempo antes de su fallecimiento el 6 de enero de 1647, fue designado Abad de San Victorián. Sus exequias se celebraron en Épila, siendo enterrado en el carnerario de los Condes de Aranda.
| Predecesor: Bartolomé Leonardo de Argensola | Cronista mayor del Reino de Aragón 1631-1647 | Sucesor: Juan Francisco Andrés de Uztarroz |